# Domingo Tarasconi
Domingo Tarasconi (20 décembre 1903 - 3 juillet 1991) était un footballeur international argentin, qui évoluait au poste d'attaquant. 

## Biographie

### Club
Il a joué la majeure partie de sa carrière à Boca Juniors, dont il est le quatrième meilleur buteur historique avec 193 buts, derrière Martín Palermo (229), Roberto Cherro (220) et Francisco Varallo (194). 
Avec ce club, il a également été meilleur buteur du Championnat d'Argentine à trois reprises (1922, 1923 et 1927). 

### Sélection
En sélection argentine, il a gagné la Copa América en 1925 et 1929, et il a aussi été meilleur buteur des Jeux olympiques d'Amsterdam en 1928.

## Palmarès

### Club
- Championnat d'Argentine (5) :
  - 1923, 1924, 1926, 1930, 1931
- Copa Ibarguren (2) :
  - 1924, 1925
- Copa Competencia (1) :
  - 1925
- Copa de Honor (1) :
  - 1925
- Copa Estímulo (1) :
  - 1926

### Sélection
- Copa América (2) :
  - 1925, 1929
- Médaille d'argent aux Jeux olympiques :
  - 1928

### Individuel
- Meilleur buteur du Championnat d'Argentine (3) :
  - 1922 (11 buts), 1923 (40 buts), 1927 (32 buts)

- Meilleur buteur aux Jeux olympiques :
  - 1928 (11 buts)